# Хаймен, Альберт
А́льберт Ха́ймен (англ. Albert S. Hyman; 1893—1972) — американский кардиолог, который в 1930—1932 годах вместе со своим братом Чарльзом сконструировал электро-механическое устройство, ставшее одним из первых электрокардиостимуляторов. Оно было испытано на животных и на одном человеке.
Впервые электрокардиостимулятор был применён в практике анестезиологом Марком Лидвеллом (Mark C Lidwell) для реанимации новорождённого в женской больнице Краун-Стрит (Crown Street Women’s Hospital) в Сиднее в 1926 году. Однако именно Хаймен использовал и популяризировал термин «электрокардиостимулятор», который применяется и по сей день.